# El Retorno
El Retorno là một khu tự quản thuộc tỉnh Guaviare, Colombia. Thủ phủ của khu tự quản El Retorno đóng tại El Retorno Khu tự quản El Retorno có diện tích 11682 ki lô mét vuông. Đến thời điểm ngày 28 tháng 5 năm 2005, khu tự quản El Retorno có dân số 10859 người.